# 霍齊肯

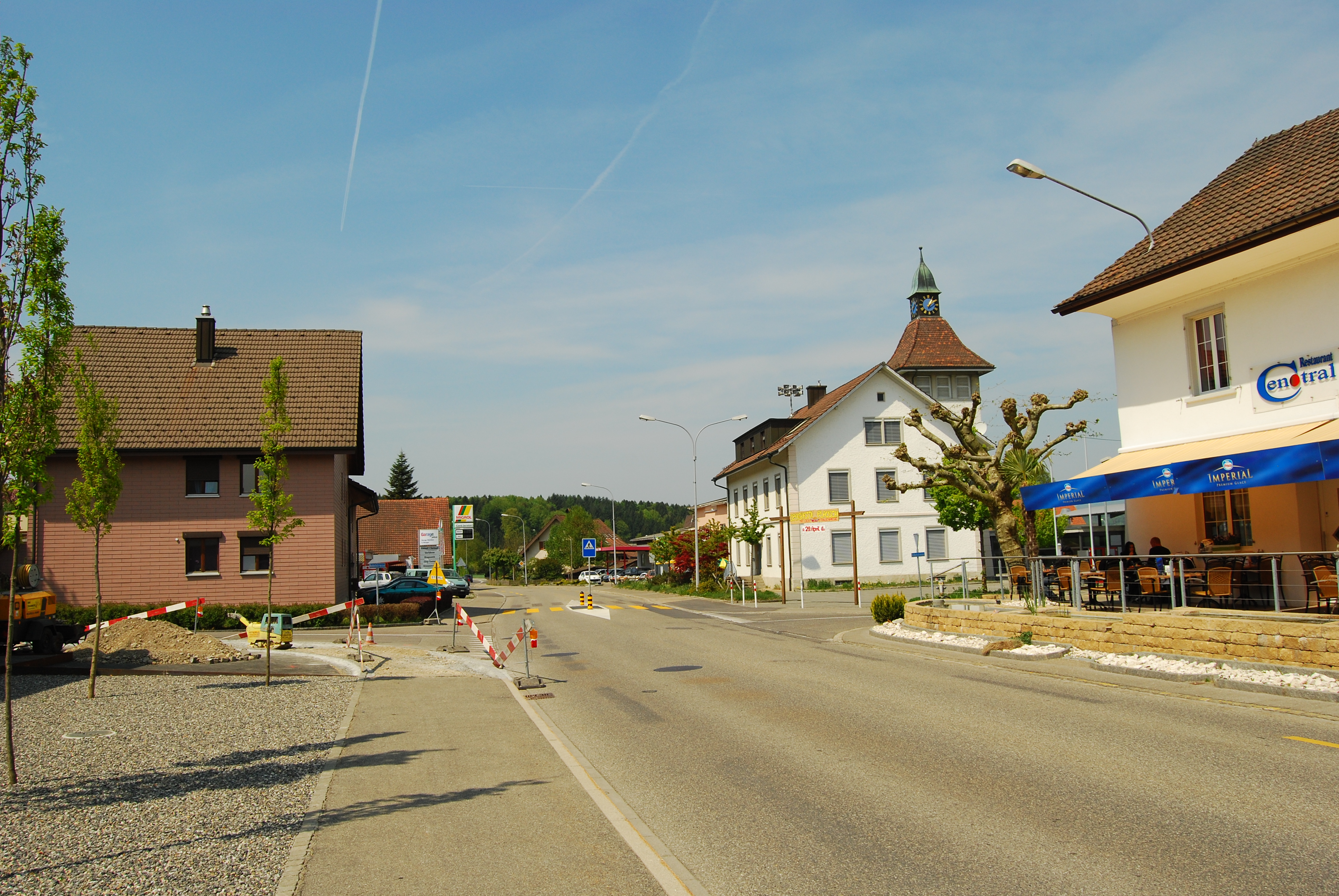

霍齊肯是瑞士的城鎮，位於該國北部，由阿爾高州負責管轄，面積2.86平方公里，海拔高度443米，2012年人口1,240，六成人口信奉基督教，人口密度每平方公里434人。